# کوئنینگتون
کوئنینگتون (به انگلیسی: Quenington) یک روستا و محله مدنی در بریتانیا است که در Cotswold واقع شده‌است. کوئنینگتون ۶۰۳ نفر جمعیت دارد.